# Waleria Tarnowska
La condesa Waleria Tarnowska (de soltera, Stroynowska; Horójiv, actual Ucrania, 9 de diciembre de 1782-Tarnobrzeg, Imperio Austrohúngaro, 23 de noviembre de 1849) fue una pintora miniaturista polaca. 

## Biografía
Fue educada en casa con tutores como Wawrzyniec Surowiecki o Jędrzej Śniadecki. Estudió un tiempo en París y Roma, y tuvo como profesores a Therese Concordia Maron, Andrea Cherubini, Domenico del Frate y Filippo Giacomo Remondi, entre otros.
En 1799 se casó con el noble Jan Feliks Tarnowski, con el que inició una colección de obras de arte, y fue madre de Kazimierz, Rozalia, Jan Bogdan, Maria Felicja, Walerian, Wiktoria, Anna y Tadeusz Antoni, y abuela de Jan Dzierżysław Tarnowski, Stanisław „Czarny”, Stanisław „Biały” y Władysław.